# 날나리 종부전
《날나리 종부전》은 2008년에 개봉한 대한민국의 영화이다. 윌리엄 셰익스피어의 희곡 《말괄량이 길들이기》를 기반으로 제작되었으며 박정아 (천연수 역)가 해당 영화로 첫 스크린 주연을 맡았고 이일화 (당숙모 역)가  스크린 데뷔작 《그리움엔 이유가 없다》이후  해당 영화로 두 번째 스크린 나들이를 했는데  2006년 제작을 완료했지만 배급사를 잡지 못해 빛을 보지 못하기도 했다.
상황이 이렇다 보니 음반업계 종사자와 두 번째 결혼을 하면서 1999년 4월 종영된 KBS 1TV 아침 TV 소설 《은아의 뜰》을 끝으로 연기활동을 중단한 뒤 2000년 5월부터 호주로 유학을 떠났으나 두 번째 이혼을 하면서 귀국한 후  2002년 11월 시작된 iTV  월~목 9시 30분 일일드라마 《해바라기 가족》으로 연속극 복귀를 했지만 2003년  초  SBS 《야인시대》에 이영숙 역으로 투입되어  메이저 채널 연속극에 돌아왔으며 2005년 후반기 이후 타방송사 위주로 활동해 온 SBS 공채 2기(92년) 출신 이일화 (당숙모 역)가 2008년 수목 미니시리즈 《일지매》로 SBS 복귀를 할 수 있었다.

## 캐스팅
- 박정아 : 천연수 역
- 박진우 : 이정도 역
- 장민호 : 종부 역
- 이원종 : 천회장 역
- 조상구 : 아버지 역
- 양금석 : 시고모 역
- 이일화 : 당숙모 역
- 이일재 : 나대진 역
- 이상훈 : 인석 역
- 이기웅 : 제인수 역
- 김태호 : 봉두 역
- 유상무 : 기태 역
- 손지원 : 지원 역
- 최윤정 : 가정선생 역
- 김고운 : 수연 역
- 최재호 : 최면술사 역
- 김현기
- 김종석 (특별출연)
- 김늘메 (특별출연)
- 박만복 (특별출연)
- 이현미 (특별출연)